# Championnats d'Europe juniors d'athlétisme 1997
Navigation
1995 1999
Les 14es Championnats d'Europe juniors d'athlétisme se sont déroulés à Ljubljana (Slovénie) du 24 au 27 juillet 1997, au stade Bežigrad.

## Faits marquants
Ces championnats voient la disparition du 10 000 m féminin au profit du 5 000 m, et l'apparition du saut à la perche et du lancer de marteau dans les épreuves féminines.

## Résultats

### Garçons
| Épreuves                           | Or                                                                                   | Argent                                                                                         | Bronze                                                                           |
| ---------------------------------- | ------------------------------------------------------------------------------------ | ---------------------------------------------------------------------------------------------- | -------------------------------------------------------------------------------- |
| 100 m (Vent : +2,0 m/s)            | Dwain Chambers 10 s 06                                                               | Christian Malcolm 10 s 24                                                                      | Frédéric Krantz 10 s 35                                                          |
| 200 m (Vent : +2,5 m/s)            | Christian Malcolm 20 s 51 (w)                                                        | Piotr Berestiuk 20 s 91 (w)                                                                    | Mark Findlay 20 s 99 (w)                                                         |
| 400 m                              | David Canal 46 s 04                                                                  | Periklís Iakovákis 46 s 68                                                                     | David Naismith 47 s 11                                                           |
| 800 m                              | Nils Schumann 1 min 51 s 00                                                          | Robert Neryng 1 min 51 s 45                                                                    | Roman Oravec 1 min 51 s 51                                                       |
| 1 500 m                            | Gert-Jan Liefers 3 min 46 s 91                                                       | Benjamin Hetzler 3 min 48 s 15                                                                 | Gareth Turnbull 3 min 48 s 16                                                    |
| 5 000 m                            | Bouabdellah Tahri 14 min 25 s 71                                                     | Ferenc Békési 14 min 27 s 87                                                                   | Juan Carlos Higuero 14 min 31 s 79                                               |
| 10 000 m                           | Ovidiu Tat 29 min 56 s 35                                                            | Mustafa Mohamed 30 min 4 s 33                                                                  | Jussi Utriainen 30 min 23 s 02                                                   |
| 3 000 mètres steeple               | Günther Weidlinger 8 min 41 s 54                                                     | Roman Usov 8 min 48 s 47                                                                       | Antonio Martínez 8 min 56 s 60                                                   |
| 110 mètres haies (Vent : +4,0 m/s) | Tomasz Ścigaczewski 13 s 55 (w)                                                      | Stanislavs Olijars 13 s 74 (w)                                                                 | Jan Schindzielorz 14 s 10 (w)                                                    |
| 400 mètres haies                   | Boris Gorban 50 s 95                                                                 | Aljoscha Nemitz 51 s 08                                                                        | Boris Vazovan 51 s 26                                                            |
| 10 000 m marche                    | Andrea Manfredini 42 min 43 s 75                                                     | André Höhne 43 min 0 s 71                                                                      | Martin Pupis 43 min 11 s 53                                                      |
| 4 × 100 m                          | Royaume-Uni Uvie Ugono Mark Findlay Christian Malcolm Dwain Chambers 39 s 62         | France Vincent Caure Frédéric Krantz Didier Héry Dimitri Demonière 39 s 89                     | Allemagne Thomas Hüttinger Tim Studzinski Thomas Zeimentz Jirka Zapletal 40 s 26 |
| 4 × 400 m                          | Espagne Adrián Fernández Luis María Flores Alberto Martínez David Canal 3 min 8 s 18 | Grèce Evággelos Moustakidis Yeóryios Ikonomídis Ioánnis Lessis Periklís Iakovákis 3 min 8 s 29 | Royaume-Uni Lee Black Michael Parper Mark Rowlands David Naismith 3 min 8 s 48   |
| Saut en hauteur                    | Henadz Maroz 2,20 m                                                                  | Ben Challenger 2,20 m                                                                          | Aleksey Lesnichyi 2,17 m                                                         |
| Saut à la perche                   | Lars Börgeling 5,40 m                                                                | Pavel Gerasimov 5,30 m                                                                         | Christian Linskey 5,00 m                                                         |
| Saut en longueur                   | Nathan Morgan 7,90 m                                                                 | Raúl Fernández 7,90 m                                                                          | Yann Domenech 7,87 m                                                             |
| Triple saut                        | Viktor Gushchinskiy 16,78 m                                                          | Ionuţ Pungă 16,43 m (w)                                                                        | Eduardo Pérez 16,40 m (w)                                                        |
| Lancer du poids                    | Ralf Bartels 18,30 m                                                                 | Mikuláš Konopka 17,63 m                                                                        | Peter Sack 17,23 m                                                               |
| Lancer du disque                   | Emeka Udechuku 53,90 m                                                               | Patrick Stang 53,02 m                                                                          | Zoltán Kövágó 52,90 m                                                            |
| Lancer du marteau                  | Maciej Palyszko 74,12 m                                                              | Sergey Martemyanov 70,62 m                                                                     | Olli-Pekka Karjalainen 69,84 m                                                   |
| Lancer du javelot                  | Adrian Markowski 78,42 m                                                             | Juha Aarnio 77,60 m                                                                            | Christian Fusenig 75,86 m                                                        |
| Décathlon                          | Chiel Warners 7 664 pts                                                              | Steffen Munz 7 258 pts                                                                         | Sebastian Knabe 7 218 pts                                                        |

## Tableau des médailles[1]
- Pays hôte

| Rang  | Nation         | Or | Argent | Bronze | Total |
| ----- | -------------- | -- | ------ | ------ | ----- |
| 1     | Allemagne      | 7  | 7      | 8      | 22    |
| 2     | Royaume-Uni    | 5  | 3      | 5      | 13    |
| 3     | Roumanie       | 5  | 3      | 2      | 10    |
| 4     | Pologne        | 4  | 4      | 1      | 9     |
| 5     | France         | 4  | 3      | 5      | 12    |
| 6     | Russie         | 3  | 6      | 2      | 11    |
| 7     | Pays-Bas       | 3  | 1      | 0      | 4     |
| 8     | Hongrie        | 2  | 2      | 1      | 5     |
| 9     | Espagne        | 2  | 1      | 3      | 6     |
| 10    | Biélorussie    | 2  | 1      | 1      | 4     |
| 11    | Autriche       | 2  | 0      | 2      | 4     |
| 12    | Finlande       | 1  | 3      | 4      | 8     |
| 13    | Italie         | 1  | 0      | 2      | 3     |
| 14    | Croatie        | 1  | 0      | 1      | 2     |
| 15    | Ukraine        | 1  | 0      | 0      | 1     |
| 16    | Grèce          | 0  | 2      | 0      | 2     |
| 16    | RF Yougoslavie | 0  | 2      | 0      | 2     |
| 18    | Slovaquie      | 0  | 1      | 3      | 4     |
| 19    | Lituanie       | 0  | 1      | 0      | 1     |
| 19    | Lettonie       | 0  | 1      | 0      | 1     |
| 19    | Islande        | 0  | 1      | 0      | 1     |
| 19    | Suède          | 0  | 1      | 0      | 1     |
| 23    | Estonie        | 0  | 0      | 1      | 1     |
| 23    | Irlande        | 0  | 0      | 1      | 1     |
| 23    | Tchéquie       | 0  | 0      | 1      | 1     |
| Total | Total          | 43 | 43     | 43     | 129   |